# Samuel Lim Núñez
Samuel Lim Nuñez (sinh ngày 24 tháng 5 năm 1993) là một cầu thủ bóng đá người Paraguay hiện tại thi đấu cho Persidafon Dafonsoro ở Indonesia Super League.